# Héctor Babenco
Héctor Babenco est un réalisateur, scénariste et producteur de cinéma brésilien d'origine argentine, né le 7 février 1946 à Mar del Plata (Argentine) et mort le 13 juillet 2016 à São Paulo (Brésil). Il est surtout connu pour ses films, d'un réalisme cru, portant sur le système carcéral sud-américain tels que Pixote, la loi du plus faible (Pixote: A Lei do Mais Fraco), Le Baiser de la femme araignée  (Kiss of the Spider Woman) et Carandiru.

## Biographie

### Jeunesse
Il nait le 7 février 1946 à Mar del Plata en Argentine de Janka Haberberg, immigrante juive-polonaise et de Jaime Babenco, gaucho argentin d'origine juive-ukrainienne. Il vit en Europe de 1964 à 1968. En 1969, il décide de vivre à São Paulo. Il acquiert la nationalité brésilienne en 1977.

### Carrière
En 1973, Héctor Babenco commence sa carrière en réalisant O Fabuloso Fittipaldi, un documentaire sur le pilote automobile brésilien Emerson Fittipaldi. En 1975, il réalise son premier long métrage de fiction intitulé O Rei da Noite.
Il est révélé en 1981 avec le film Pixote, la loi du plus faible (Pixote: A Lei do Mais Fraco), adaptation du roman Infancia dos mortos de José Louzeiro. Ce film sur les enfants des rues délinquants bénéficie d'une diffusion internationale et est un succès critique, loué entre autres par Roger Ebert et Pauline Kael.
En 1985, il adapte le roman de Manuel Puig avec le film Le Baiser de la femme araignée avec les acteurs Raúl Juliá, William Hurt et Sônia Braga. Ce film est présenté en compétition au Festival de Cannes en 1985 et est aussi un succès critique et public qui permet à Héctor Babenco d'être nommé aux Oscars dans la catégorie Meilleur réalisateur et à William Hurt de remporter l'Oscar du meilleur acteur en 1986.
Son film suivant, Ironweed, est l'adaptation du roman du même nom de William J. Kennedy récompensé du Prix Pulitzer de la fiction en 1984. Drame se déroulant durant la dépression des années 1930, le film vaut aux acteurs Jack Nicholson et Meryl Streep une nomination pour l'Oscar du meilleur acteur et pour l'Oscar de la meilleure actrice en 1988. Malgré la présence de ces deux vedettes, l'œuvre connaît un succès limité au box-office.
Héctor Babenco est membre du jury du Festival de Cannes en 1989 et de la Mostra de Venise en 1998.
Ensuite, il adapte le roman de Peter Matthiessen En liberté dans les champs du seigneur, publié en 1965 et portant sur la survie des Indiens de la forêt amazonienne. Produit par Saul Zaentz et scénarisé par Babenco et Jean-Claude Carrière, le film bénéficie d'un casting assez riche : Tom Berenger, John Lithgow, Daryl Hannah, Kathy Bates et, dans un petit rôle, le chanteur Tom Waits. Le tournage a lieu dans des conditions assez difficiles. D'une durée de plus de trois heures, le long-métrage sort aux États-Unis à la fin de l'année 1991. Il divise fortement la critique sans obtenir un réel succès commercial.
Pendant la décennie 2000, Babenco adapte le best-seller autobiographique du docteur Drauzio Varella intitulé Estação Carandiru, décrivant les dures conditions de détention prévalant dans la tristement célèbre prison de Carandiru. Le film  qui en résulte,Carandiru (2001), est présenté en sélection officielle au Festival de Cannes 2003.
Il réalise son dernier film en 2015, My Hindu Friend, avec Willem Dafoe. Ce film est inspiré de la période pendant laquelle il a lutté contre le cancer.
Il meurt d'un arrêt cardiaque le 13 juillet 2016.

## Filmographie
- 1973 : O Fabuloso Fittipaldi (documentaire)
- 1975 : O Rei da Noite
- 1977 : Ultimatum (Lúcio Flávio, o Passageiro da Agonia)
- 1981 : Pixote, la loi du plus faible (Pixote: A Lei do Mais Fraco)
- 1984 : A Terra é Redonda Como uma Laranja
- 1985 : Le Baiser de la femme araignée (Kiss of the Spider Woman)
- 1987 : Ironweed
- 1991 : En liberté dans les champs du seigneur (At Play in the Fields of the Lord)
- 1996 : Cœur allumé (Corazón iluminado)
- 2003 : Carandiru
- 2007 : El pasado
- 2014 : Words with Gods (en) - segment The Man That Stole a Duck
- 2015 : My Hindu Friend (Meu Amigo Hindu)